# Sexta-feira 13
A sexta-feira 13 de qualquer mês é considerada popularmente como um dia de azar. Na numerologia, o número 12 é considerado de algo completo, como por exemplo:
- Os 12 meses no ano;
- As 12 tribos de Israel;
- Os 12 apóstolos de Jesus;
- Os 12 deuses do Olimpo;
- Ou os 12 signos do Zodíaco.

Já o 13 é considerado um número irregular, sinal de infortúnio. Somando o dia da semana de azar (sexta) com o número de azar (13) tem-se, pela tradição, o mais azarado dos dias.
Triscaidecafobia é um medo irracional e incomum do número 13. O medo específico da sexta-feira 13 é chamado de parascavedecatriafobia ou frigatriscaidecafobia.

## História

### O número treze
A superstição foi relatada em diversas culturas datadas antes de Cristo. O número 13 tem sido mal interpretado desde há muito tempo.
Em algumas culturas ele pode ter sido considerado número de sorte. Não há nenhuma evidência de que o 13 tenha sido considerado um  número de azar pelas culturas antigas. Pelo contrário, muitos povos o consideravam um número sagrado. Para os egípcios, a vida era composta por 12 diferentes estágios para que o ser humano alcance o 13º, que era a vida eterna. Dessa forma, o número 13 foi assimilado com a morte, mas não com uma conotação negativa, mas como uma gloriosa transformação. Essa ligação com a morte permaneceu e foi distorcida por outras culturas que nutriam o medo da morte e não a viam como algo presente no destino de qualquer vida.
A evidência de que as culturas primitivas reverenciavam o 13 pode ser constatada por meio de vários vestígios arqueológicos, como a Vênus de Laussel, uma estatueta com mais de 27 mil anos encontrada na França, que carrega em suas mãos um chifre em forma de crescente lunar com 13 chanfros.
Existem histórias remontadas também pela mitologia nórdica. Na primeira delas, conta-se que houve um banquete e 12 deuses foram convidados. Loki, espírito do mal e da discórdia, apareceu sem ser chamado e armou uma briga que terminou com a morte de Balder, o favorito dos deuses. Há também quem acredite que convidar 13 pessoas para um jantar é uma desgraça, simplesmente porque os conjuntos de mesa são constituídos, regra geral, por 12 copos, 12 talheres e 12 pratos.
Segundo outra versão, a deusa do amor e da beleza era Friga (que deu origem a frigadag, sexta-feira). Quando as tribos nórdicas e alemãs se converteram ao cristianismo, Friga foi transformada em bruxa. Como vingança, ela passou a se reunir todas as sextas com outras 11 bruxas e o demônio, os 13 ficavam rogando pragas aos humanos. Da Escandinava a superstição espalhou-se pela Europa.
Já na mitologia grega, é dito que a deusa Héstia cedeu seu lugar entre os Doze Olimpianos a Dionísio de forma a não somarem 13 deuses.

### A sexta-feira 13
Com relação à sexta-feira, diversas culturas a consideram como dia de mau agouro:
1. Na tradição judaica o grande dilúvio aconteceu na sexta-feira.[5]
2. A morte de Cristo aconteceu numa sexta-feira conhecida como Sexta-Feira da Paixão.
3. Marinheiros ingleses não gostam de zarpar seus navios à sexta-feira.[6]

No cristianismo é relatado um evento de má sorte em 13 de outubro de 1307, sexta-feira, quando a Ordem dos Templários foi declarada ilegal pelo rei Filipe IV de França. Os seus membros foram presos simultaneamente em todo o país e alguns torturados e, mais tarde, executados por heresia.
Outra possibilidade para esta crença está presente na ideia de que Jesus Cristo foi morto numa sexta-feira 13, embora o dia provavelmente tenha sido 1º de abril. Uma vez que a Páscoa judaica é celebrada no dia 14 do mês de Nissan, este tendo sido o dia da morte de Jesus Cristo de acordo com o calendário hebraico, a morte de Jesus varia de acordo com esse calendário podendo variar de ano e ano sempre estando entre os meses de março ou abril.
Recorde-se ainda que na Santa Ceia sentaram-se à mesa treze pessoas, sendo que duas delas, Jesus e Judas Iscariotes, apesar do último não ter participado de toda a celebração, morreram em seguida, por mortes trágicas. Jesus executado no madeiro e Judas por suicídio. O número 13 costumava ser considerado uma ligação com Deus, daí a quantidade de membros presentes na Santa Ceia.
Note-se também que, no Tarô, a carta de número 13 representa a Morte.
No século XX, esse dia serviu de inspiração aos filmes da franquia Sexta-Feira 13.

## Eventos históricos e pseudo-históricos
Alguns incidentes conhecidos ocorridos nesta data:
- Em 13 de outubro de 1307, a Ordem do Templo foi acusada de traição à Igreja, pelo Papa Clemente V, sob pressão do Rei da França Philip IV, mandando para a prisão os seus membros nomeadamente o seu grão-mestre.

- Em 13 de agosto de 1519, o conquistador Hernán Cortés capturou Cuauhtémoc, o governante de Tenochtitlán, e alegou que a cidade agora era da Espanha, marcando o fim do Império Asteca. Cortés se nomeou o novo governante e rebatizou a cidade de Cidade do México.[3]

- Em 13 de janeiro de 1939, o pior incêndio de florestas na história da Austrália ocorreu em  aproximadamente 20 mil quilômetros de terra foram queimados e 71 pessoas morreram.

- Em 13 de dezembro de 1968, o governo militar do Brasil decretou o AI-5, que, entre outras coisas, suspendeu direitos e garantias políticas e deu poderes aos militares de fechar o Congresso.

- A queda do avião que levava a equipe uruguaia de rúgbi nos Andes foi em uma sexta-feira 13 de 1972. Os acontecimentos neste acidente deram origem ao livro Sobreviventes: a Tragédia dos Andes, de Piers Paul Read, e ao filme Alive, de 1993, com direção de Frank Marshall (Eight Below).

- A sexta-feira 13 de novembro de 2015 foi um dia sombrio para a história da França devido aos sete ataques terroristas em Paris, que mataram cerca de 130 pessoas e feriram cerca de 400.
- Mu, o suposto continente que teria existido no Oceano Pacífico, sofreu um cataclismo em uma sexta-feira 13, segundo o escritor James Churchward.[10]

## Celebrações da sexta-feira 13 em Portugal
Em Portugal, muitas cidades e vilas celebram a sexta-feira 13. A maior festa acontece no castelo de Montalegre, Trás-os-Montes. Em Montalegre, todas as sextas-feiras 13 há uma grande festa, onde não faltam as bruxas, os bruxos, feitiços, teatro e a famosa queimada.
Na vila de Vinhais, na aldeia de Cidões, também se festeja a sexta-feira 13. Nesta festa, as pessoas reúnem-se à volta de uma grande fogueira. Há também um banquete com produtos locais.
Em Cavalinhos, Leiria, as mulheres juntam-se num encontro onde os homens não podem participar. A noite é das mulheres, que aproveitam para passarem uma noite com muita adrenalina à mistura.
Noutras cidades portuguesas, como Braga, Loulé ou Porto, a sexta-feira 13 é celebrada com muita animação e com muitas bruxas à mistura.

## Terça-feira 13
Na cultura hispánica, o dia de azar é considerado na terça-feira 13.
Na língua espanhola, o terceiro dia da semana está ligado ao deus romano da Guerra, Marte, e aliado ao número 13, o número do azar. Este dia é considerado um dia de mau agouro.
Um fato histórico que aconteceu numa terça-feira 13 foi a queda da cidade de Constantinopla em 1453, a então capital do Império Romano do Oriente, o Império Bizantino nas mãos do Império Otomano.